# Liga Campionilor EHF Feminin 2021-2022 - fazele eliminatorii
Fazele eliminatorii ale Ligii Campionilor EHF Feminin 2021–22 au început pe 26 martie și s-au terminat pe 5 iunie 2022, cu finala desfășurată în sala MVM Dome din Budapesta, Ungaria.
La această fază a competiției au luat parte 12 echipe calificate din faza grupelor.

## Format
În playoff, echipele clasate pe locurile 3–6 în grupele A și B au fost împerecheate conform regulamentului competiției și au jucat câte două meciuri fiecare, unul pe teren propriu și celălalt în deplasare. Cele patru câștigătoare ale acestor meciuri au avansat în sferturile de finală, unde s-au alăturat echipelor clasate pe locurile 1–2 în grupele A și B, calificate direct în această fază. Cele opt echipe au fost împerecheate conform regulamentului competiției și au jucat câte două meciuri fiecare, unul pe teren propriu și celălalt în deplasare. Cele patru câștigătoare ale sferturilor de finală s-au calificat în turneul Final four de la MVM Dome.

## Echipe calificate
În fazele eliminatorii au avansat din faza grupelor echipele clasate pe primele șase locuri în cele două grupe.
| Grupă | Calificate în sferturi | Calificate în sferturi | Calificate în playoff   | Calificate în playoff   | Calificate în playoff | Calificate în playoff   |
| Grupă | Locul I                | Locul II               | Locul III               | Locul IV                | Locul V               | Locul VI                |
| ----- | ---------------------- | ---------------------- | ----------------------- | ----------------------- | --------------------- | ----------------------- |
| A     | Team Esbjerg           | Rostov-Don             | FTC-Rail Cargo Hungaria | Brest Bretagne Handball | CSM București         | BV Borussia 09 Dortmund |
| B     | Győri Audi ETO KC      | Vipers Kristiansand    | Metz Handball           | ȚSKA Moscova            | Odense Håndbold       | RK Krim                 |

## Playoff

### Tablou
| Echipa 1          | Scor gen. | Echipa 2                | Tur          | Retur       |
| ----------------- | --------- | ----------------------- | ------------ | ----------- |
| RK Krim           | 55 – 52   | FTC-Rail Cargo Hungaria | 33 – 26      | 22 – 26     |
| Borussia Dortmund | 41 – 62   | Metz Handball           | 22 – 30      | 19 – 32     |
| Odense Håndbold   | 51 – 53   | Brest Bretagne Handball | 25 – 24      | 26 – 29     |
| CSM București     | 20 – 0    | PGK ȚSKA Moscova        | 26–27 martie | 2–3 aprilie |

### Partide
| 26 martie 2022 16:00 | RK Krim | 33 – 26 | FTC-Rail Cargo Hungaria | Hala Tivoli, Ljubljana Asistență: 700 Arbitri: Vranes, Wenninger |
| 26 martie 2022 16:00 | Gros 13 | (15–14) | Malestein 7             | Hala Tivoli, Ljubljana Asistență: 700 Arbitri: Vranes, Wenninger |
| 26 martie 2022 16:00 | 4× 1×   | Raport  | 6× 1×                   | Hala Tivoli, Ljubljana Asistență: 700 Arbitri: Vranes, Wenninger |

| 26 martie 2022 18:00 | Borussia Dortmund | 22 – 30 | Metz Handball | Helmut-Körnig-Halle, Dortmund Asistență: 2.000 Arbitri: Hatipoğlu, Şimşek |
| 26 martie 2022 18:00 | Grijseels 9       | (9–18)  | Nocandy 6     | Helmut-Körnig-Halle, Dortmund Asistență: 2.000 Arbitri: Hatipoğlu, Şimşek |
| 26 martie 2022 18:00 | 1×                | Raport  | 2×            | Helmut-Körnig-Halle, Dortmund Asistență: 2.000 Arbitri: Hatipoğlu, Şimşek |

| 27 martie 2022 16:00 | Odense Håndbold | 25 – 24 | Brest Bretagne Handball | Sydbank Arena, Odense Asistență: 1.784 Arbitri: Merz, Kuttler |
| 27 martie 2022 16:00 | Housheer 5      | (13–12) | Fauske, Kobylińska 5    | Sydbank Arena, Odense Asistență: 1.784 Arbitri: Merz, Kuttler |
| 27 martie 2022 16:00 | 1×              | Raport  | 5× 1×                   | Sydbank Arena, Odense Asistență: 1.784 Arbitri: Merz, Kuttler |

| 26-27 martie 2022 | CSM București | 10 – 0 | PGK ȚSKA Moscova | Sala Polivalentă, București |
| 26-27 martie 2022 | Raport        |        |                  | Sala Polivalentă, București |
| 26-27 martie 2022 |               |        |                  | Sala Polivalentă, București |

| 2 aprilie 2022 16:00 | FTC-Rail Cargo Hungaria | 26 – 22 | RK Krim         | Érd Aréna, Érd Asistență: 2.200 Arbitri: Vujačić, Kažanegra |
| 2 aprilie 2022 16:00 | Klujber 10              | (8–10)  | Gros, Posavec 4 | Érd Aréna, Érd Asistență: 2.200 Arbitri: Vujačić, Kažanegra |
| 2 aprilie 2022 16:00 | 2× 1×                   | Raport  | 2× 1×           | Érd Aréna, Érd Asistență: 2.200 Arbitri: Vujačić, Kažanegra |

| 2 aprilie 2022 18:00 | Metz Handball        | 32 – 19 | Borussia Dortmund | Arènes de Metz, Metz Asistență: 4.098 Arbitri: Christidi, Papamattheou |
| 2 aprilie 2022 18:00 | Horacek, Valentini 5 | (14–10) | Abdulla 4         | Arènes de Metz, Metz Asistență: 4.098 Arbitri: Christidi, Papamattheou |
| 2 aprilie 2022 18:00 | 2×                   | Raport  | 4× 2×             | Arènes de Metz, Metz Asistență: 4.098 Arbitri: Christidi, Papamattheou |

| 3 aprilie 2022 16:00 | Brest Bretagne Handball | 29 – 26 | Odense Håndbold    | Brest Arena, Brest Asistență: 4.053 Arbitri: Covalciuc, Covalciuc |
| 3 aprilie 2022 16:00 | Fauske 6                | (14–14) | Aardahl, Højlund 6 | Brest Arena, Brest Asistență: 4.053 Arbitri: Covalciuc, Covalciuc |
| 3 aprilie 2022 16:00 | 2×                      | Raport  | 4× 1×              | Brest Arena, Brest Asistență: 4.053 Arbitri: Covalciuc, Covalciuc |

| 2-3 aprilie 2022 | PGK ȚSKA Moscova | 0 – 10 | CSM București | Palatul Sporturilor „Dinamo”, Moscova |
| 2-3 aprilie 2022 | Raport           |        |               | Palatul Sporturilor „Dinamo”, Moscova |
| 2-3 aprilie 2022 |                  |        |               | Palatul Sporturilor „Dinamo”, Moscova |

## Sferturile de finală

### Tablou
| Echipa 1                | Scor gen. | Echipa 2            | Tur           | Retur   |
| ----------------------- | --------- | ------------------- | ------------- | ------- |
| CSM București           | 52 – 53   | Team Esbjerg        | 25 – 26       | 27 – 27 |
| Brest Bretagne Handball | 44 – 56   | Győri Audi ETO KC   | 21 – 21       | 23 – 35 |
| Metz Handball           | 20 – 0    | Rostov-Don          | 30 apr.–1 mai | 7–8 mai |
| RK Krim                 | 49 – 65   | Vipers Kristiansand | 25 – 32       | 24 – 33 |

### Partide
| 30 aprilie 2022 18:00 | Brest Bretagne Handball | 21 – 21 | Győri Audi ETO KC | Brest Arena, Brest Asistență: 4.094 Arbitri: Sá, Sá |
| 30 aprilie 2022 18:00 | Fauske 5                | (11–8)  | Kristiansen 6     | Brest Arena, Brest Asistență: 4.094 Arbitri: Sá, Sá |
| 30 aprilie 2022 18:00 | 3×                      | Raport  | 6× 1×             | Brest Arena, Brest Asistență: 4.094 Arbitri: Sá, Sá |

| 1 mai 2022 14:00 | RK Krim | 25 – 32 | Vipers Kristiansand | Arena Stožice, Ljubljana Asistență: 1.800 Arbitri: Ilieva, Karbeska |
| 1 mai 2022 14:00 | Gros 8  | (10–14) | Debelić 8           | Arena Stožice, Ljubljana Asistență: 1.800 Arbitri: Ilieva, Karbeska |
| 1 mai 2022 14:00 | 2× 1×   | Raport  | 2× 3×               | Arena Stožice, Ljubljana Asistență: 1.800 Arbitri: Ilieva, Karbeska |

| 1 mai 2022 17:00 | CSM București | 25 – 26 | Team Esbjerg | Sala Polivalentă, București Asistență: 4.000 Arbitri: Konjičanin, Konjičanin |
| 1 mai 2022 17:00 | Neagu 9       | (9–12)  | Breistøl 7   | Sala Polivalentă, București Asistență: 4.000 Arbitri: Konjičanin, Konjičanin |
| 1 mai 2022 17:00 | 2×            | Raport  | 4×           | Sala Polivalentă, București Asistență: 4.000 Arbitri: Konjičanin, Konjičanin |

| 30 aprilie-1 mai 2022 | Metz Handball | 10 – 0 | Rostov-Don |  |
| 30 aprilie-1 mai 2022 | Raport        |        |            |  |
| 30 aprilie-1 mai 2022 |               |        |            |  |

| 7 mai 2022 16:00 | Győri Audi ETO KC | 35 – 23 | Brest Bretagne Handball | Audi Aréna, Győr Asistență: 5.229 Arbitri: Bolić, Hurich |
| 7 mai 2022 16:00 | Oftedal 9         | (20–12) | Løseth, Foppa 5         | Audi Aréna, Győr Asistență: 5.229 Arbitri: Bolić, Hurich |
| 7 mai 2022 16:00 | 3× 1×             | Raport  | 1×                      | Audi Aréna, Győr Asistență: 5.229 Arbitri: Bolić, Hurich |

| 7 mai 2022 18:00 | Vipers Kristiansand | 33 – 24 | RK Krim | Aquarama, Kristiansand Asistență: 1.750 Arbitri: Antić, Jakovljević |
| 7 mai 2022 18:00 | Dahl 6              | (17–12) | Gros 8  | Aquarama, Kristiansand Asistență: 1.750 Arbitri: Antić, Jakovljević |
| 7 mai 2022 18:00 | 4× 2×               | Raport  | 2× 1×   | Aquarama, Kristiansand Asistență: 1.750 Arbitri: Antić, Jakovljević |

| 8 mai 2022 16:00 | Team Esbjerg | 27 – 27 | CSM București | Blue Water Dokken, Esbjerg Asistență: 3.100 Arbitri: Sekulić, Jovandić |
| 8 mai 2022 16:00 | Breistøl 9   | (12–14) | Neagu 7       | Blue Water Dokken, Esbjerg Asistență: 3.100 Arbitri: Sekulić, Jovandić |
| 8 mai 2022 16:00 | 3×           | Raport  | 4×            | Blue Water Dokken, Esbjerg Asistență: 3.100 Arbitri: Sekulić, Jovandić |

| 7-8 mai 2022 | Rostov-Don | 0 – 10 | Metz Handball |  |
| 7-8 mai 2022 | (–)        |        |               |  |
| 7-8 mai 2022 | Raport     |        |               |  |

## Final four
Câștigătoarele sferturilor de finală s-au calificat în turneul Final four. Acesta  a fost găzduit de sala MVM Dome din Budapesta, Ungaria, pe 4 și 5 iunie 2022. Tragerea la sorți pentru distribuția echipelor în semifinale a avut loc pe 10 mai 2022.

### Echipele calificate
- Metz Handball
- Győri Audi ETO KC
- Vipers Kristiansand
- Team Esbjerg

### Tablou
|  | Semifinalele Sala MVM Dome, Budapesta | Semifinalele Sala MVM Dome, Budapesta |                   |    | Finala Sala MVM Dome, Budapesta | Finala Sala MVM Dome, Budapesta |
|  |                                       |                                       |                   |    |                                 |                                 |
|  | 4 iunie 2022                          |                                       |                   |    |                                 |                                 |
|  |                                       |                                       |                   |    |                                 |                                 |
|  | Győri Audi ETO KC                     | 37                                    |                   |    |                                 |                                 |
|  | Győri Audi ETO KC                     | 37                                    | 5 iunie 2022      |    |                                 |                                 |
|  | Team Esbjerg                          | 27                                    |                   |    |                                 |                                 |
|  | Team Esbjerg                          | 27                                    | Győri Audi ETO KC | 31 |                                 |                                 |
|  | 4 iunie 2022                          |                                       | Győri Audi ETO KC | 31 |                                 |                                 |
|  |                                       | Vipers Kristiansand                   | 33                |    |                                 |                                 |
|  | Metz Handball                         | Vipers Kristiansand                   | 33                | 27 |                                 |                                 |
|  | Metz Handball                         |                                       |                   | 27 |                                 |                                 |
|  | Vipers Kristiansand                   | 33                                    |                   |    |                                 |                                 |
|  | Vipers Kristiansand                   | 33                                    | Finala mică       |    |                                 |                                 |
|  |                                       |                                       |                   |    |                                 |                                 |
|  | 5 iunie 2022                          |                                       |                   |    |                                 |                                 |
|  |                                       |                                       |                   |    |                                 |                                 |
|  | Team Esbjerg                          | 26                                    |                   |    |                                 |                                 |
|  | Team Esbjerg                          | 26                                    |                   |    |                                 |                                 |
|  | Metz Handball                         | 32                                    |                   |    |                                 |                                 |

### Semifinalele
| 4 iunie 2022 15:15 | Győri Audi ETO KC | 37 – 27 | Team Esbjerg | MVM Dome, Budapesta Asistență: 14.800 Arbitri: Vranes, Wenninger |
| 4 iunie 2022 15:15 | Oftedal 5         | (15–15) | Reistad 8    | MVM Dome, Budapesta Asistență: 14.800 Arbitri: Vranes, Wenninger |
| 4 iunie 2022 15:15 | 5×                | Raport  | 6× 1×        | MVM Dome, Budapesta Asistență: 14.800 Arbitri: Vranes, Wenninger |

| 4 iunie 2022 18:00 | Metz Handball | 27 – 33 | Vipers Kristiansand | MVM Dome, Budapesta Asistență: 14.800 Arbitri: Vujačić, Kažanegra |
| 4 iunie 2022 18:00 | De Paula 5    | (15–14) | Jeřábková 12        | MVM Dome, Budapesta Asistență: 14.800 Arbitri: Vujačić, Kažanegra |
| 4 iunie 2022 18:00 | 1× 2×         | Raport  | 2×                  | MVM Dome, Budapesta Asistență: 14.800 Arbitri: Vujačić, Kažanegra |

### Finala mică
| 5 iunie 2022 15:15 | Team Esbjerg | 26 – 32 | Metz Handball | MVM Dome, Budapesta Asistență: 12.000 Arbitri: Praštalo, Balvan |
| 5 iunie 2022 15:15 | Reistad 10   | (12–18) | Zaadi Deuna 7 | MVM Dome, Budapesta Asistență: 12.000 Arbitri: Praštalo, Balvan |
| 5 iunie 2022 15:15 | 5× 2×        | Raport  | 4× 1×         | MVM Dome, Budapesta Asistență: 12.000 Arbitri: Praštalo, Balvan |

### Finala
| 5 iunie 2022 18:00 | Győri Audi ETO KC | 31 – 33 | Vipers Kristiansand | MVM Dome, Budapesta Asistență: 15.400 Arbitri: Merz, Kuttler |
| 5 iunie 2022 18:00 | Hansen 6          | (13–15) | Jeřábková 7         | MVM Dome, Budapesta Asistență: 15.400 Arbitri: Merz, Kuttler |
| 5 iunie 2022 18:00 | 1×                | Raport  | 2× 1×               | MVM Dome, Budapesta Asistență: 15.400 Arbitri: Merz, Kuttler |